# Клименко, Пётр Георгиевич
Пётр Георгиевич Клименко (24 мая [6 июня] 1911, Пятихатки, Екатеринославская губерния — 8 ноября 1970, Ковель, Волынская область) — старший лейтенант Советской армии, участник Великой Отечественной войны, Герой Советского Союза (1945).

## Биография
Родился 24 мая (6 июня) 1911 года в посёлке Пятихатки (ныне город в Днепропетровской области Украины).
Получил неоконченное высшее образование, работал вагонным мастером на родине. В 1934—1935 годах служил в Рабоче-крестьянской Красной армии. В начале Великой Отечественной войны Клименко был отправлен в эвакуацию в Свердловск, где работал инженером в местном вагонном хозяйстве. В марте 1942 года он повторно был призван в армию. С 1943 года — на фронтах Великой Отечественной войны. Принимал участие в боях на Ленинградском и 1-м Украинском фронтах, два раза был ранен и контужен. К январю 1945 года лейтенант Пётр Клименко командовал ротой 543-го стрелкового полка 120-й стрелковой дивизии 21-й армии 1-го Украинского фронта. Отличился во время Висло-Одерской операции.
23 января 1945 года рота Клименко в числе первых ворвалась в Оппельн (ныне — Ополе), после его освобождения по льду переправилась через Одер и вступила в бой с противником, заставив его отступить. Рота успешно захватила плацдарм на западном берегу реки и удерживала его до подхода основных сил. В тех боях Клименко лично уничтожил около 20 солдат и офицеров противника.
Указом Президиума Верховного Совета СССР от 10 апреля 1945 года за «мужество, отвагу и героизм, проявленные в борьбе с немецкими захватчиками» лейтенант Пётр Клименко был удостоен высокого звания Героя Советского Союза с вручением ордена Ленина и медали «Золотая Звезда» за номером 6028.
В 1945 году Клименко окончил курсы усовершенствования командного состава. В 1946 году в звании старшего лейтенанта он был уволен в запас. Проживал сначала в Кишинёве, затем в городах Сарны и Ковель, работал начальником местных вагонных депо. Скончался 8 ноября 1970 года, похоронен в Ковеле.
Был также награждён орденами Отечественной войны 1-й степени, Трудового Красного Знамени, Красной Звезды, рядом медалей.